# Elfenbenskysten ved sommer-OL 2024
 Der er for få eller ingen kildehenvisninger i denne artikel, hvilket er et problem. Du kan hjælpe ved at angive troværdige kilder til de påstande, som fremføres i artiklen.

Elfenbenskysten deltog i sommer-OL 2024 i Paris, Frankrig i perioden fra 26. juli til 11. august 2024.

## Medaljer
| 2024 Paris      | Guld | Sølv | Bronze | Total |
| Elfenbenskysten | 0    | 0    | 1      | 1     |

### Medaljevinderne
| Elfenbenskysten under sommer-OL 2024 i Paris | Elfenbenskysten under sommer-OL 2024 i Paris | Elfenbenskysten under sommer-OL 2024 i Paris | Elfenbenskysten under sommer-OL 2024 i Paris | Elfenbenskysten under sommer-OL 2024 i Paris |
| Medalje                                      | Navn                                         | Sport                                        | Event                                        | Dato                                         |
| -------------------------------------------- | -------------------------------------------- | -------------------------------------------- | -------------------------------------------- | -------------------------------------------- |
| Bronze                                       | Cheick Sallah Cissé                          | Taekwondo                                    | Damernes +80 kg                              | 10. august                                   |